# Third Age of the Sun
Third Age of the Sun es el título del tercer álbum de estudio del grupo de metal finlandés, Battlelore. El disco está compuesto de 16 canciones (dos de ellas como pistas adicionales en la versión Digipack), influidas por el legendarium de J. R. R. Tolkien. Salió a la venta en 2005. 
En este álbum se incorporó como nuevo bajo Timo Honkanen y como nuevo vocalista Tomi Mykkänen que ya habían hecho giras con la banda cuando Miika Kokkola y Patrik Mennander no habían estado disponibles.

## Formación
- Kaisa Jouhki: voz;
- Tomi Mykkänen: voz;
- Jussi Rautio: guitarra;
- Jyri Vahvanen: guitarra;
- Timo Honkanen: bajo;
- Henri Vahvanen: batería;
- Maria Honkanen: teclado.

## Lista de canciones
| N.º     | Título                           | Duración |  |
| 1.      | «Usvainen Rhûn»                  | 1:36     |  |
| 2.      | «Storm of the Blades»            | 3:22     |  |
| 3.      | «Ghân of the Woods»              | 4:41     |  |
| 4.      | «Gwaith-i-Mírdain»               | 3:43     |  |
| 5.      | «Trollshaws»                     | 4:07     |  |
| 6.      | «Elves of Lúva»                  | 4:39     |  |
| 7.      | «Valier - Queens of the Valar»   | 4:19     |  |
| 8.      | «Thousand Caves»                 | 4:06     |  |
| 9.      | «Cloaked in Her Unlight»         | 4:13     |  |
| 10.     | «Of Orcs and Elves»              | 4:26     |  |
| 11.     | «Touch of Green and Gold»        | 3:39     |  |
| 12.     | «Pallando - Forgotten Wizards I» | 3:31     |  |
| 13.     | «Gollum's Cry»                   | 3:04     |  |
| 14.     | «Alatar - Forgotten Wizards II»  | 3:33     |  |
| 15.     | «Elessar's Call» (bonus track)   | 4:11     |  |
| 16.     | «Dwimmerlaik» (bonus track)      | 4:28     |  |
| 1:01:38 |                                  |          |  |